# Liste de festivals de blues
Les festivals de blues sont des manifestations musicales spécialisées dans le blues réunissant différents artistes, souvent en plein air, mais pas exclusivement.

## En Amérique
États-Unis
- American Folk Blues Festival[1]

Canada
- Ottawa Bluesfest[2]
- FestiBlues international de Montréal[3]
- Festival international du blues de Tremblant[4]
- Trois-Rivières en Blues[3]
- Festival Nuits Blues

## En Europe
Belgique
- Jazz & Blues Festival de Gouvy[5]

France
- Autour du Blues (Binic)[6]
- Avoine Zone Groove (auparavant Avoine Zone Blues) (Avoine)[7],[8]
- Blues autour du Zinc (Beauvais)[7]
- Blues sur Seine (Mantes-la-Jolie)[7]
- Cahors Blues Festival (Cahors)[7]
- Cognac Blues Passions (Cognac)[7]
- Les Nuits du Blues (Abbeville)[9]
- Terre de blues (Marie-Galante)[10]
- Vache de blues (Audun-le-Tiche)[7]
- Blues Party (L'Isle d'Abeau)[11]

Suisse
- Sierre Blues Festival (Sierre)[12]